# Долдыкан
Долдыка́н — село в Бурейском районе Амурской области России. Входит в Долдыканский сельсовет.

## География
Название села происходит от протекающих вблизи рек Долдыкан, Первый Долдыкан, Второй Долдыкан, Третий Долдыкан.
Село Долдыкан расположено на автотрассе «Амур».
Районный центр пос. Новобурейский находится в 13 км южнее, по автотрассе — в восточном направлении (на Хабаровск).

## Население
| 2002 | 2010 | 2012 | 2013 | 2014 | 2015 | 2016 |
| ---- | ---- | ---- | ---- | ---- | ---- | ---- |
| 423  | ↘386 | ↗401 | ↘391 | ↗394 | ↘385 | ↘373 |
| 2017 | 2018 |      |      |      |      |      |
| ↘372 | ↘369 |      |      |      |      |      |